# 伊豆急行2100系電車
伊豆急行2100系電車（いずきゅうこう2100けいでんしゃ）は、伊豆急行が保有する電車。「リゾート21」の愛称がある。1985年（昭和60年）7月20日に営業運転を開始した。

## 概要
1970年代以降、利用客が減少傾向にあった伊豆急行線の活性化を目的として開発された。当初計画では100系の機器流用車である1000系第3編成を東急車輛製造に発注していたが、方針を転換し、社内全体での検討により本形式が開発された。
先頭車に展望席を設置し、海側の景色を視認しやすくする目的で座席配列が独特になっているなど、普通列車用ではあるが観光客の利用を見込んだ豪華な設備が売りとなっており、その導入用途から「各駅停車のスーパーカー」という通称を持つ。
画期的な内外装が利用客から好評を博し、8両編成5本の計40両が導入された。また、伊豆急行線に乗り入れる特急「踊り子」に、リゾート輸送に特化した専用車両（251系）を導入するきっかけになったとも言われる。
第29回（1986年）鉄道友の会ブルーリボン賞受賞。

## 構造

### 車体
車両の海側と山側でデザインが異なり、側窓は海側は展望を考慮した大型の連続窓、山側は当時日本の鉄道車両ではほとんど採用例のなかったベクワラットタイプ（中折れひんじ式）となった。
1990年（平成2年）に落成したR-4編成は「リゾート21EX」となり、この編成から横3列座席のグリーン車「ロイヤルボックス」（サロ2180形）を落成当初から連結し、好評だったことから1991年（平成3年）にR-1 - R-3編成にも内装に小変更を加えて「ロイヤルボックス」が増結された。
1993年（平成5年）に落成した最終編成のR-5編成については、車体と塗装を車体側面で斜めに赤帯と青帯が交互に入るものに変更し、リゾートシリーズに+αという意味で「アルファ・リゾート21」の愛称とした。
R-1 - R-4編成では新製時から前面に字幕式の行先表示器が設置されている。R-5編成は落成当初設置されていなかったが、2007年（平成19年）にLED式のものが設置された。表示は特急「リゾート踊り子」の東京行きの場合「特急 東京」と「リゾート踊り子」を交互に表示する。なお、その際に屋根部分は青色に塗装された。側面に行先表示器は設置されていないが、特急運用時は各車両に行先標が掲出され、前面にはR-4までの編成では台形状のヘッドマークが掲出される。R-5編成は列車名も行先表示器に表示するためヘッドマークは掲出されなかった。後にR-3編成もリニューアルに際してLED方向幕へ変更された。
普通車の客用ドアはR-4編成までは引き戸であったが、R-5編成ではプラグドアに変更されドアチャイムも設置された。「ロイヤルボックス」は全車両4枚折り戸である。

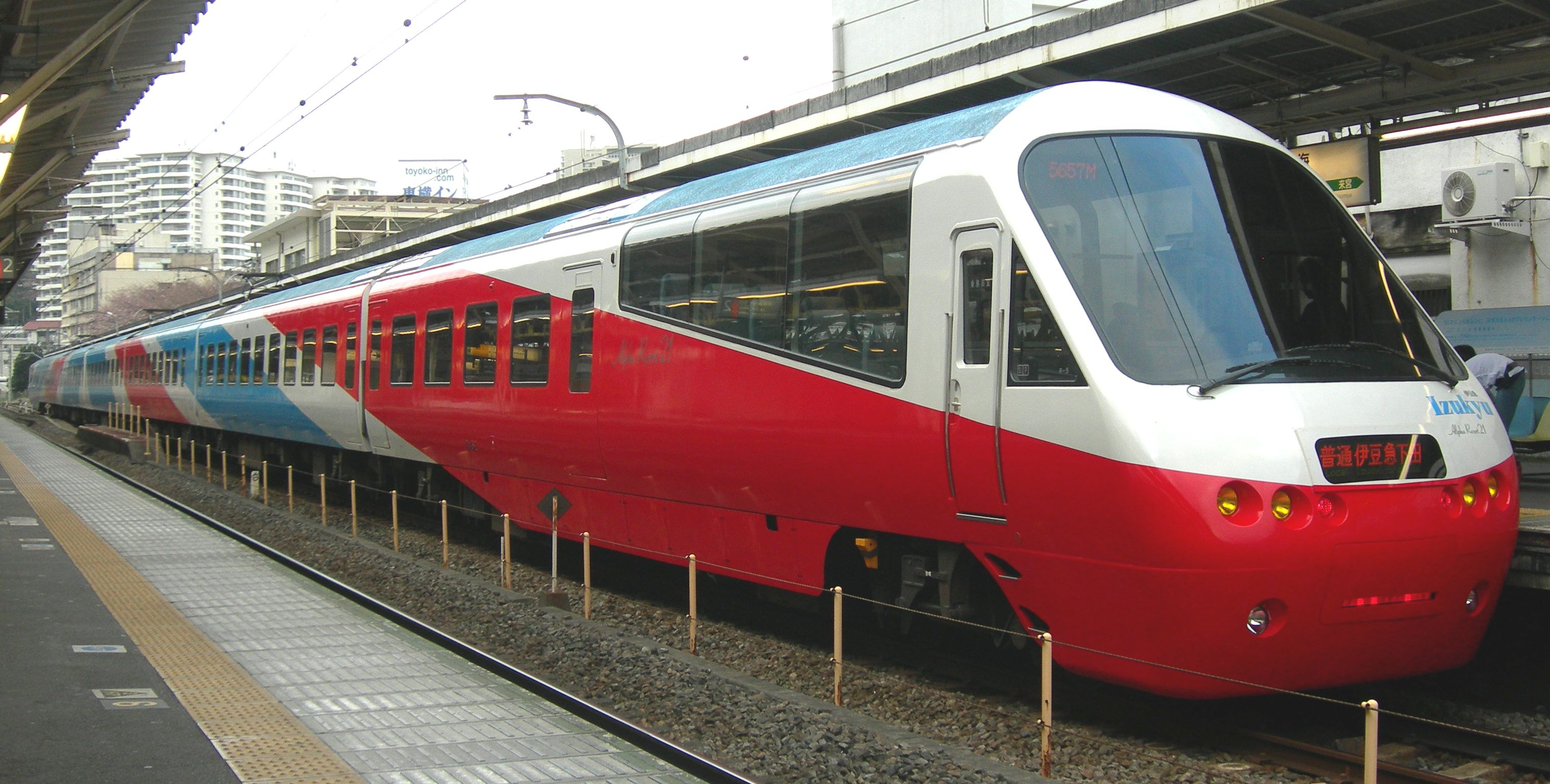
「アルファ・リゾート21」（R-5編成）下田方
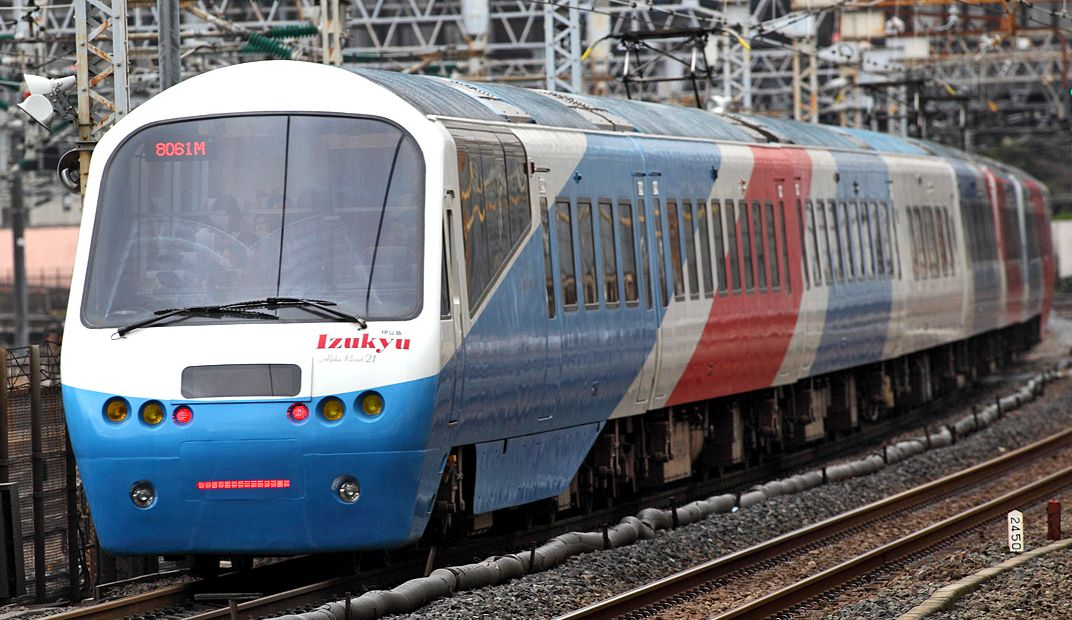
「アルファ・リゾート21」（R-5編成）東京方
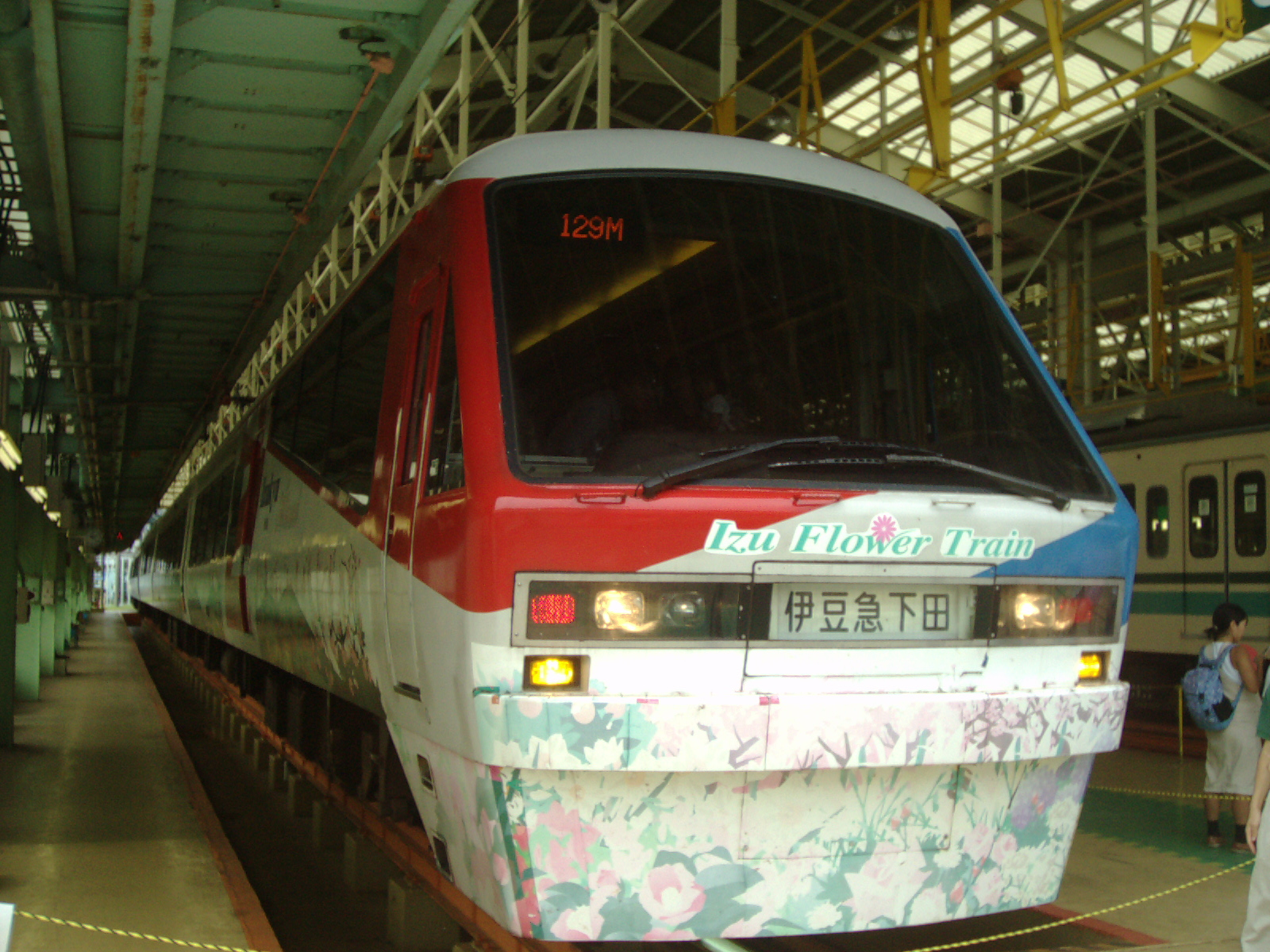
「伊豆フラワートレイン」ラッピング車　R-4編成
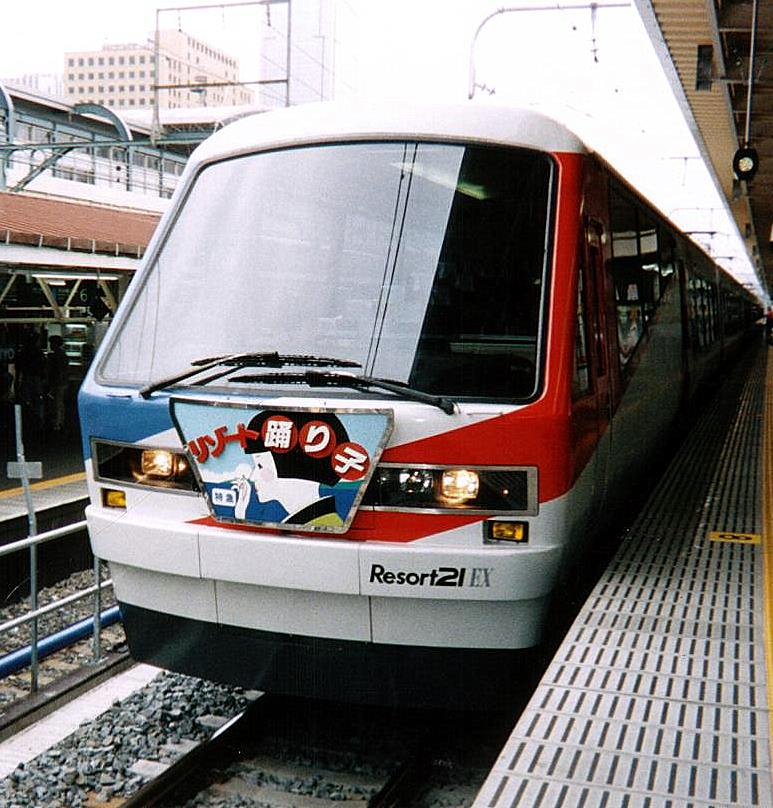
R-4編成の特急「リゾート踊り子号」、ヘッドマークが掲出されている。
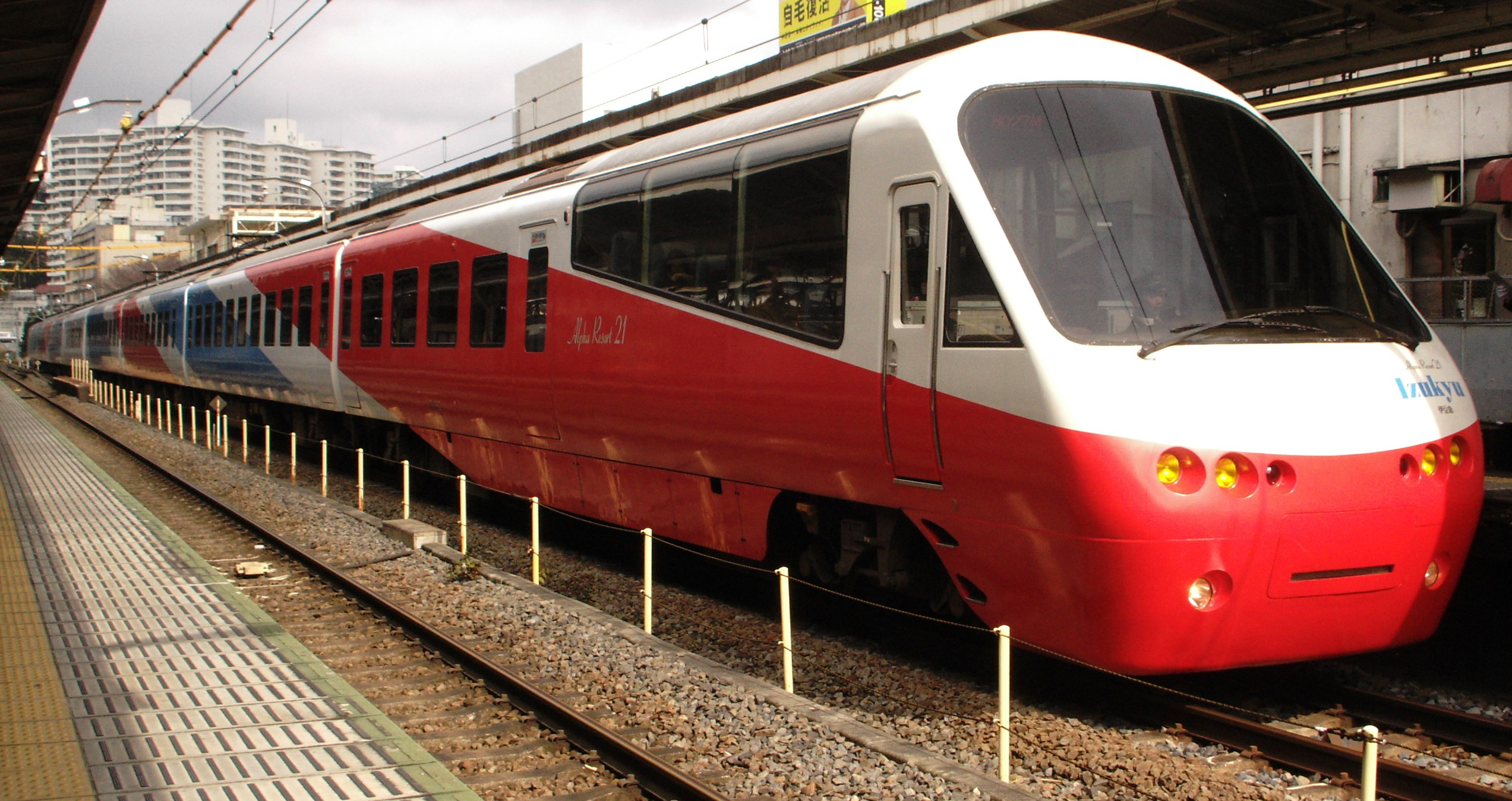
LED式行先表示器が設置される前の「アルファ・リゾート21」
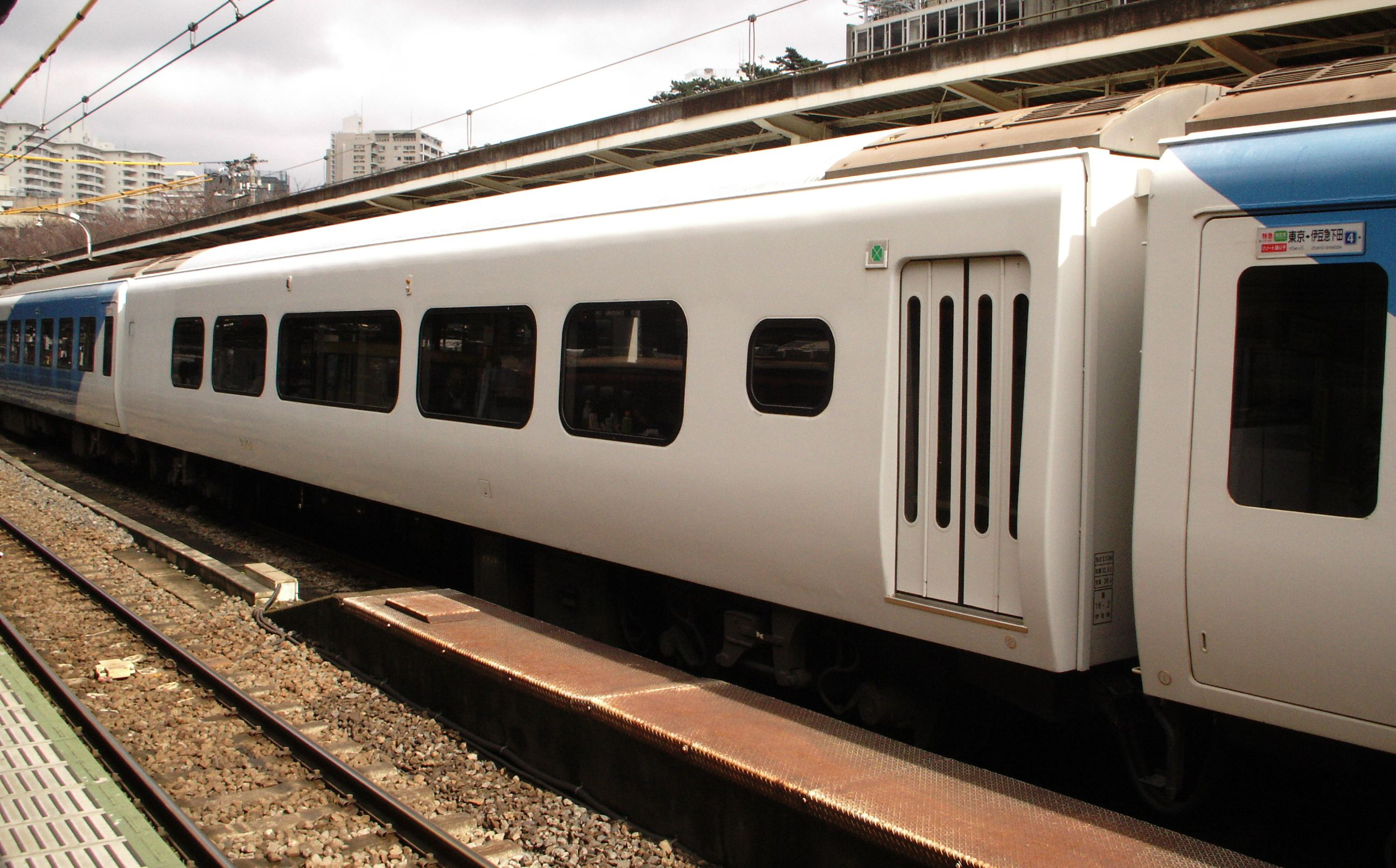
「アルファ・リゾート21」サロ2191「ロイヤルボックス」

### 車内
普通車は、海側に窓向きバケット型ロングシート、山側は2人がけボックス席が並んでいるのが基本である。海側車端部にはグループ客の利用を想定した4人がけボックス席がある。ただしR-5編成の一部の車両は全席4人がけボックスシートであり、それ以外の車両も海側のシートにはボックスシートと同タイプの2人掛け座席を窓向きに並べて配置していた。いずれも固定式であり、回転やリクライニング機構は装備されていない。両先頭車には階段状になった展望席があり、運転士の頭越しに前面展望を楽しむことができる。
「ロイヤルボックス」では寝台車のようなハイルーフを採用し、トンネルに入ると特殊塗装とイルミネーションによる演出で天井が星空になる工夫がなされている。座席は海側に1人がけリクライニングシート、山側に2人がけリクライニングシートが設置されている。1人がけシートは回転させる際に45°ずつの固定が可能で、たとえば海側にシートを向けるということも可能である。普通車との間には仕切り扉が設けられており、営業運転中は客室内の通り抜けができないようになっている。このため、途中から「ロイヤルボックス」が増結されたR-1・2・3編成では普通車のトイレが1箇所しかないにもかかわらず「ロイヤルボックス」により編成が分断されるため、当該編成「ロイヤルボックス」では熱海よりに普通車乗客向けのトイレを備えていた。R-5編成では「ロイヤルボックス」の特殊照明が星空から海底に変更された。なお、2003年4月以降は普通列車としての運用時、「ロイヤルボックス」は通常連結されていない（後述）。
この他R-3・4・5編成では車内案内表示器が各車両の車端部（展望席は運転席背後のみ）に設置されている。特急運用時に使用されるが、かつては普通列車運用時にも上段に停車駅案内、下段に観光案内を表示していた。R-5編成では海抜表示も行われていた。またR-5編成は喫煙室を設置していたが、全面禁煙化に伴い使用停止となった。
トイレは8両編成の3・5・7号車、7両編成の3・6号車（R-3編成は3号車のみ）に設置され、汚物処理装置はカセット式が採用されている。各編成デッキには天井に小窓が設置されている。

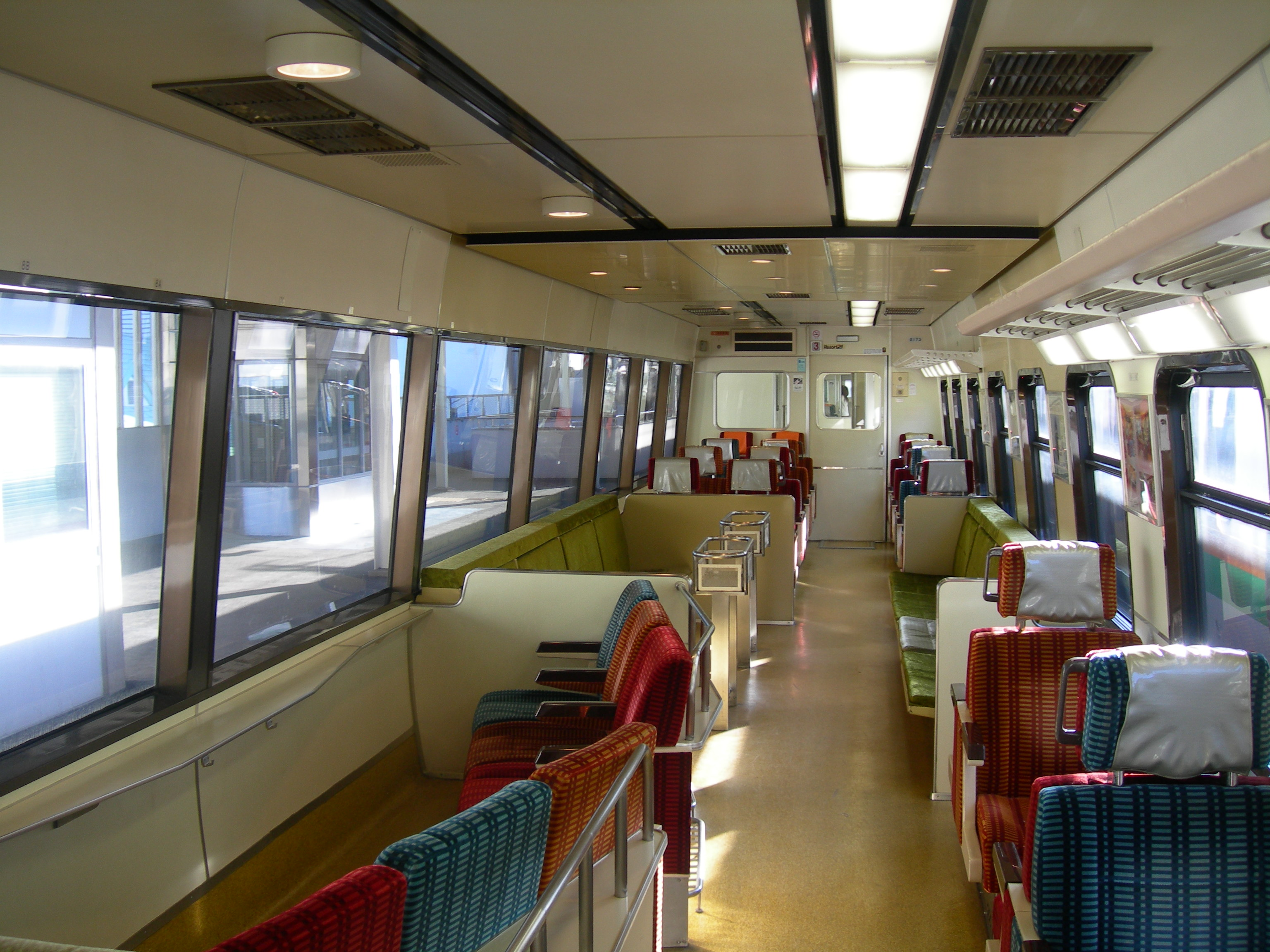
普通車車内（更新前）
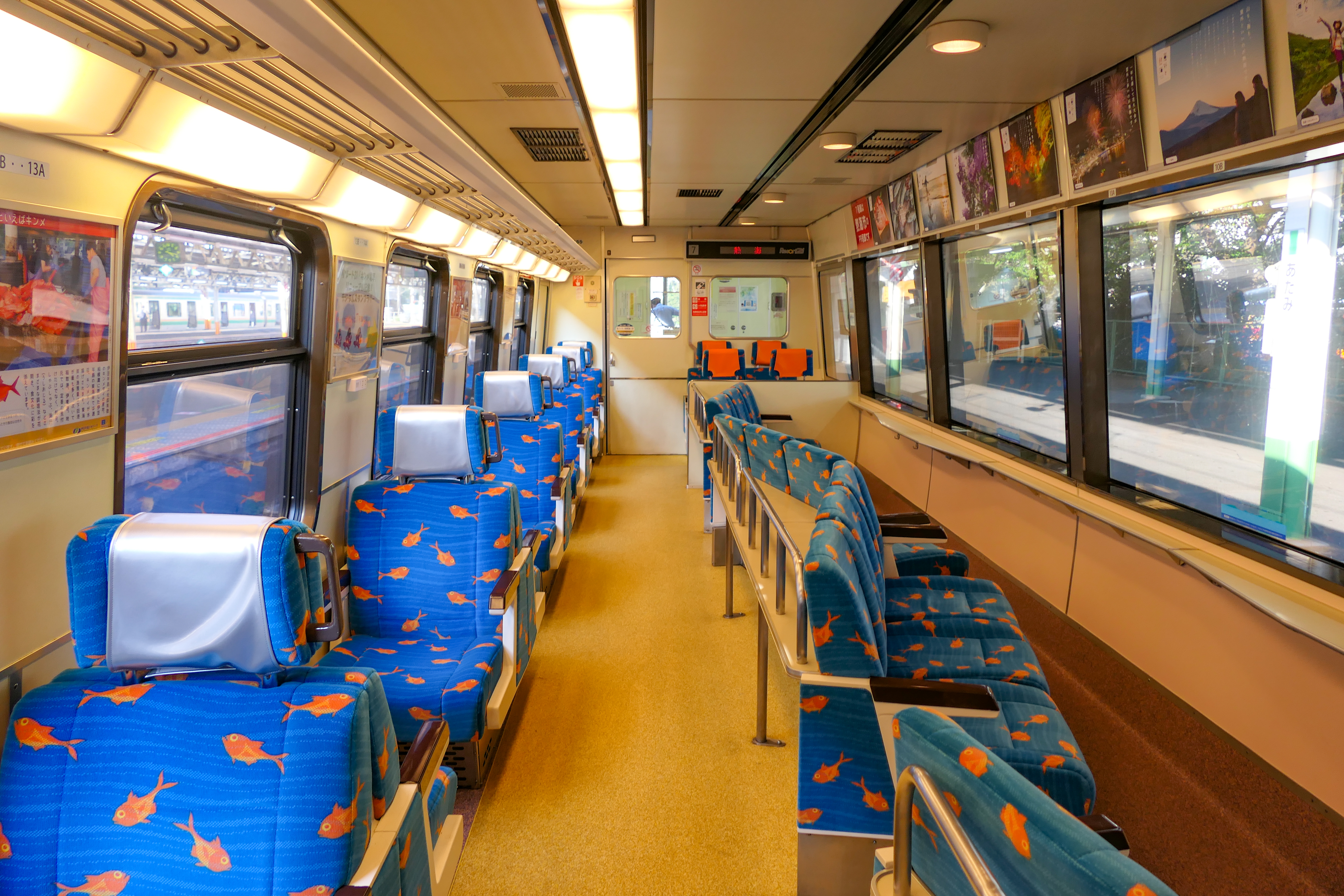
普通車車内（Izukyu KINME Train）
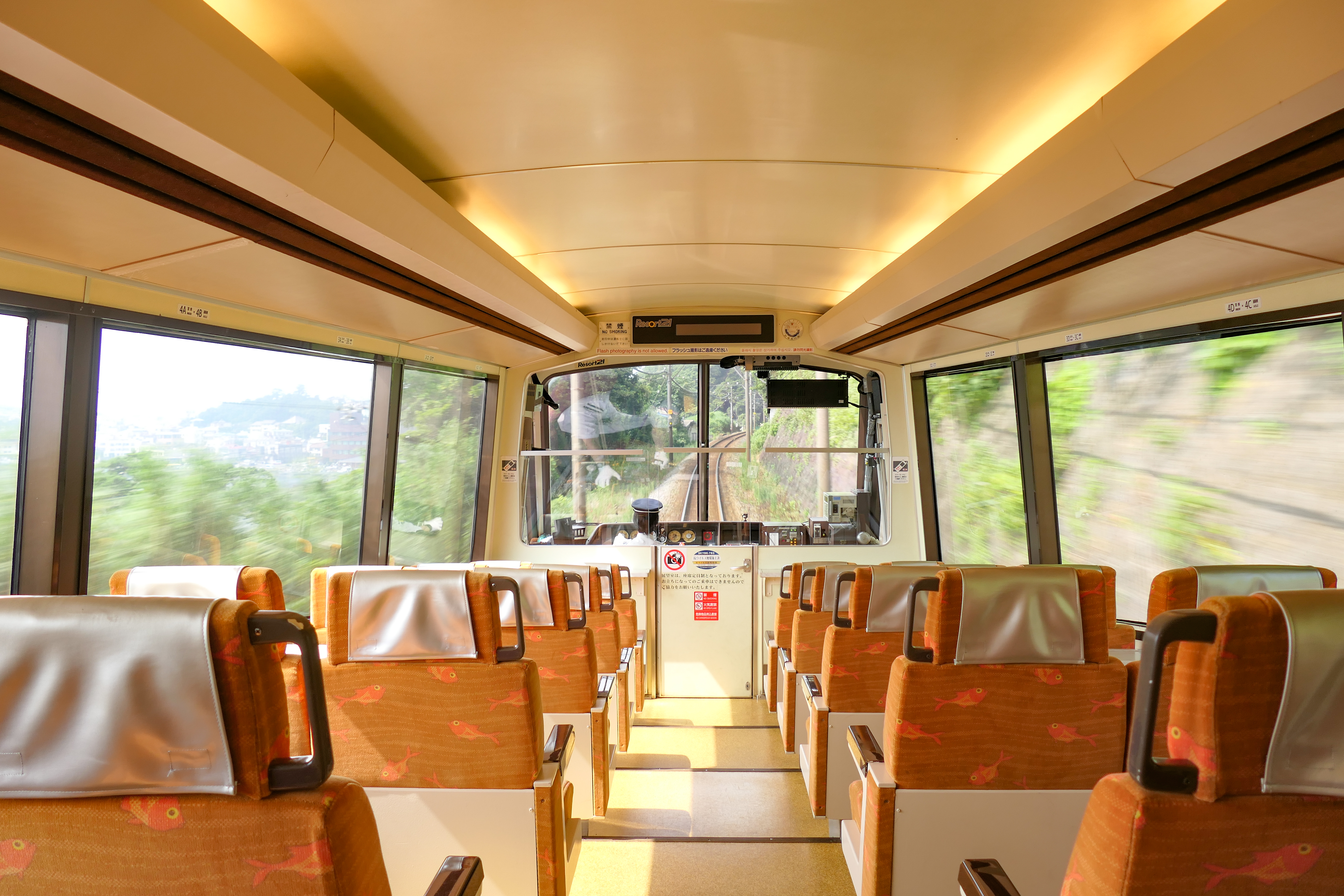
展望室（R-3編成）
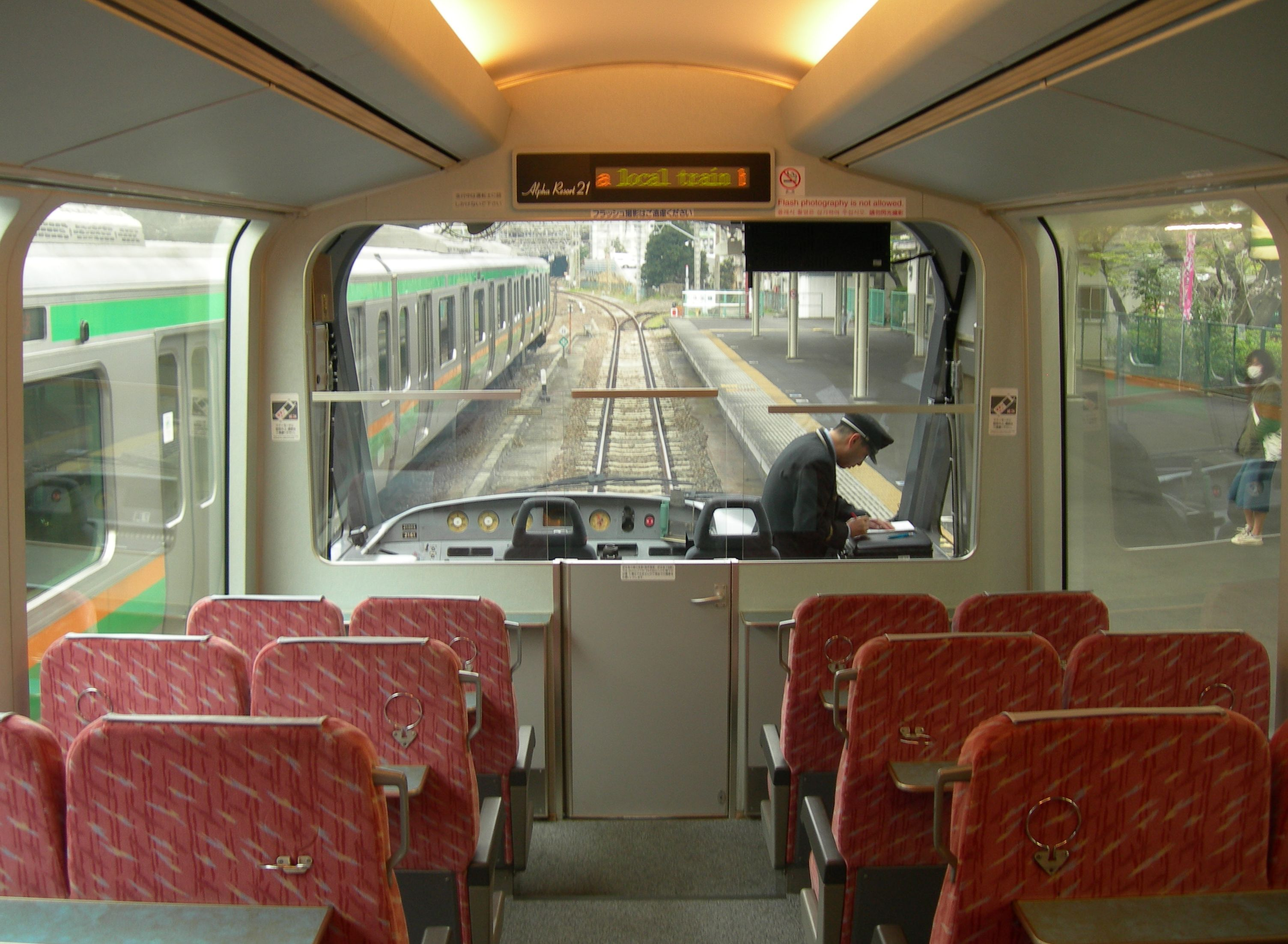
「アルファ・リゾート21」展望室
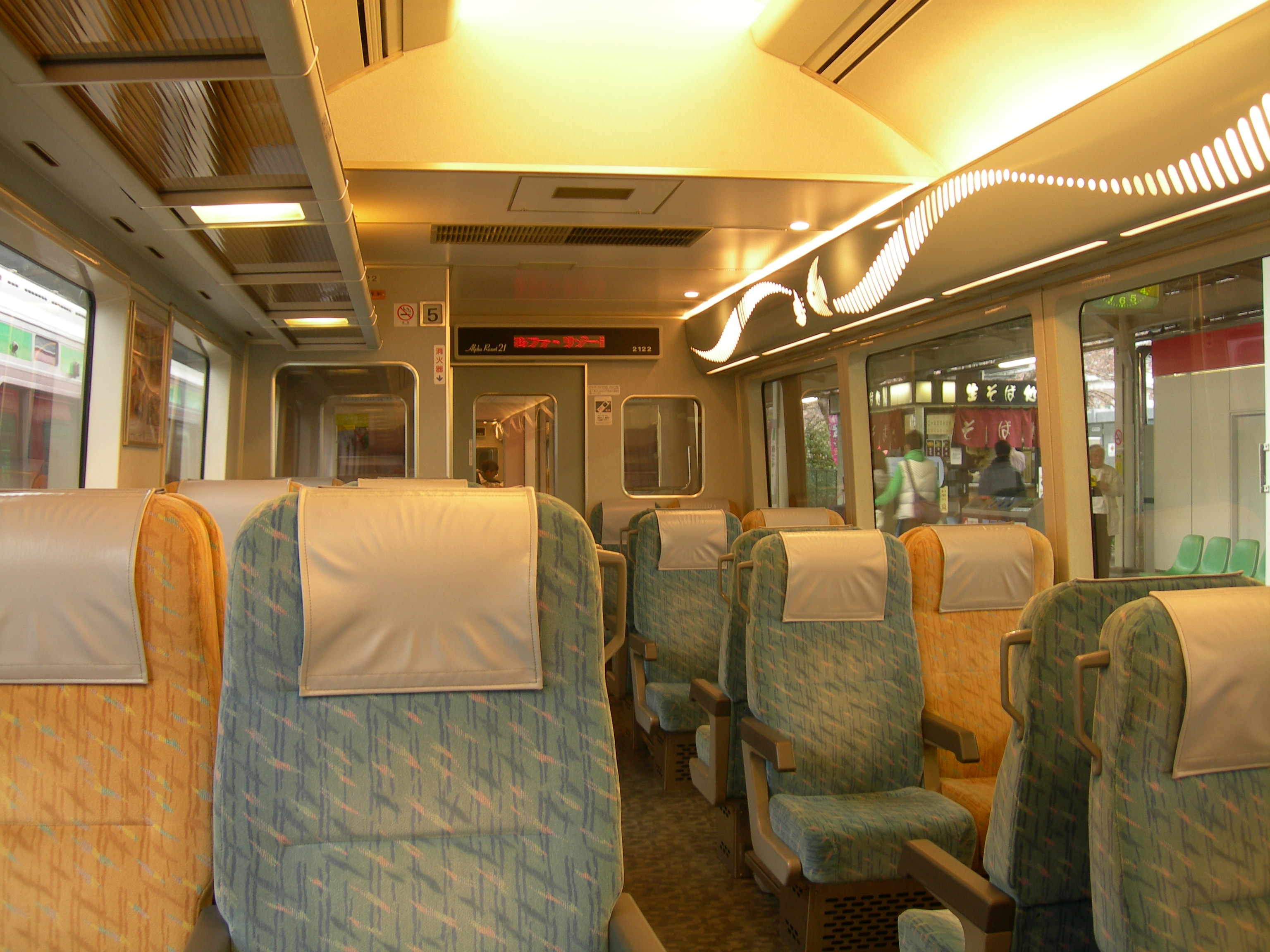
「アルファ・リゾート21」普通車の車内（オールボックスシート車）
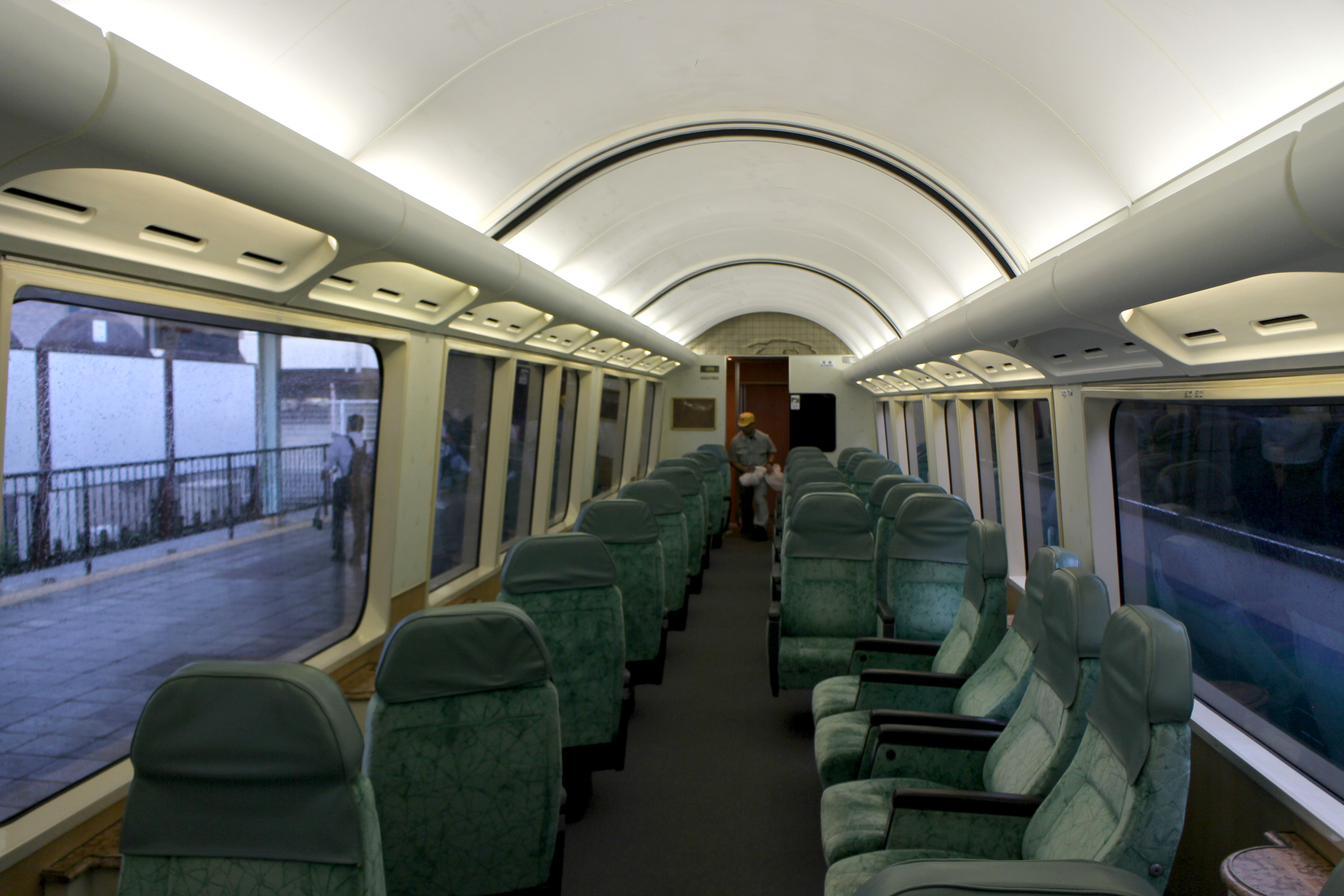
「ロイヤルボックス」車内
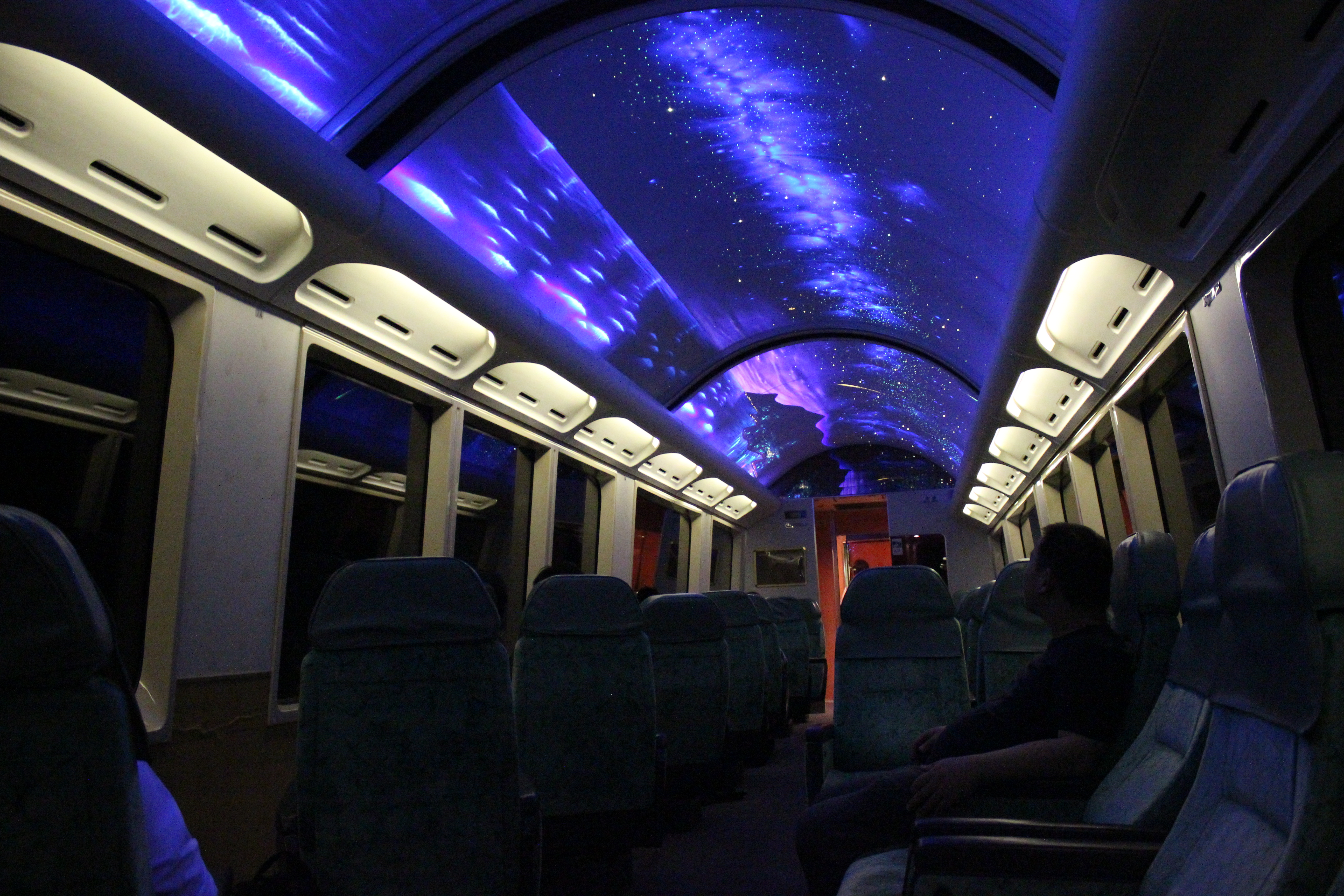
「ロイヤルボックス」車内の星空天井

### 機器類
R-1・2編成は一部の制御装置や主電動機を100系から流用した。1988年（昭和63年）登場のR-3編成以降は足回りを含め完全な新製車両である。
制御方式は全編成とも抵抗制御である。ブレーキシステムは発電ブレーキ併用電磁直通空気ブレーキ (HSC-D) であり、合わせて抑速ブレーキも装備する。主電動機はTDK806/5-A、歯車比は5.31で100系よりも高速向きに設定された。
東海道本線・伊東線乗り入れ用の保安装置としてATS-PをR-4・R-5編成は新製当時から装備しており、R-1 - R-3編成は伊東線へのATS-P導入時に装備した。(200系電車廃車発生品から流用)R-4編成からは集電装置（パンタグラフ）を菱形から下枠交差式に変更し、前面を大きな一枚窓にするなどの仕様変更点がある。
運転台は全編成とも主幹制御器とセルフラップ式ブレーキ弁が個別の2ハンドル式である。主幹制御器はR-4編成までは縦軸タイプであったが、R-5編成では横軸タイプが採用された。速度計はR-3編成まではアナログ式、R-4・R-5編成はデジタル式である。

## 塗装

### 登場時
塗色は当初メーカーから提案されていた帯を巻くカラーリングが廃案となり、左右非対称のデザインを強調した前面で海側の赤帯と山側の青帯が斜めに入る塗装とされた。
R-3編成は2008年（平成20年）10月に全般検査を実施し、窓枠部を車体色と同一塗色に変更・屋根塗装の変更・客室内自動扉の動作検出方式をマットスイッチ式からセンサー式に変更・床材交換などの更新が行われた。長らくR-3編成が唯一のオリジナルカラーの車両として運行していたが、2011年（平成23年）8月18日にR-3編成による「リゾート21オリジナルカラーさよなら運転」を実施、R-1編成・R-2編成のさよなら運転等と同様に伊東駅出発後に記念乗車証が配布された。

### 黒船電車
R-1編成は2004年（平成16年）には下田開港150周年を記念して黒船を模した塗装に変更され、車内で下田開港当時の資料を展示した「黒船電車」としてリニューアルされた。
2006年のR-1編成運転終了を前に、後継車両としてR-4編成が2代目「黒船電車」として運用されている。2019年にはロイヤルボックス車を除く各車の座席に電源コンセントが海側ボックス席の窓下へ設置された。

### リゾートドルフィン号
リニューアル後の車体カラーは100系のカラーであるハワイアンブルーに変更され、「リゾートドルフィン号」という愛称が付けられた。2011年（平成23年）10月22・29日にデビュー記念臨時快速列車として運転した後、普通列車として運行される。その後、2016年（平成28年）7月には同年8月下旬からの定期検査により塗装変更され、「リゾートドルフィン号」としての運行は終了することが発表され、同年8月21日にはリゾートドルフィン号および後述のアルファ・リゾート21としての運行終了を記念したイベント「リゾート21・フェスタ」が実施されることが発表された。

### キンメ電車
R-3編成はリゾート21・フェスタ終了後に実施された定期検査により、同編成は伊豆を代表する特産品である金目鯛や伊豆急行の沿線の地域（後述）をPRする地域プロモーション電車となり、赤を主体として車体裾に鉄道車両では珍しいシルバーグレーのグラデーションを施した塗装へと変更され、「地域プロモーション列車〜Izukyu KINME Train〜」（キンメ電車）という愛称が付けられた。2017年（平成29年）2月4日より営業運転に復帰している。
PR車両の内容は以下の通り（1号車が伊豆急下田方）。
- 1号車 - 南伊豆町
- 2号車 - 下田市
- 3号車 - キンメダイ博物館
- 4号車 - 河津町
- 5号車 - 東伊豆町
- 6号車 - 伊東市
- 7号車 - 熱海市

キンメ電車は2020年（令和2年）12月より運行を休止、内外装の一部リニューアルと定期検査が行われた。車内には黒船電車と同様に電源コンセントが設置され、3号車の「キンメダイ博物館」では下田市出身の石垣幸二が監修、伊東市出身の漫画家・椙下聖海によるイラストで伊豆のキンメダイが紹介されているほか、沿線各自治体をPRする他の6両も展示物の充実が図られた。外観では車体色の赤とシルバーグレーのグラデーションは維持しつつも塗り分けが変更され、冷房キセを含め屋根まで赤となったほか、先頭部前面のロゴが省略され尾灯も丸型のものに変更された。リニューアル後の2021年（令和3年）6月10日に伊豆高原駅で見学会が行われ、翌11日から営業運転に復帰した。

### アルファ・リゾート21
登場時のR-5編成（アルファ・リゾート21）は白を地色としてロイヤルボックス車の5号車（サロ2191）を境に青と赤の斜めラインが交互に入るデザインとされた。
2015年（平成27年）にリゾート21が運転開始から30周年を迎えたことを記念して、アルファ・リゾート21は2016年（平成28年）2月10日より同年7月までの予定で、2011年（平成23年）まで運行されたオリジナルカラーである前面で海側の赤帯と山側の青帯が斜めに入る塗装をモチーフとしつつ、白を基調として現代的にアレンジされた塗装へと変更された。
同年10月に、横浜 - 伊豆急下田間で運行を開始したの水戸岡鋭治デザインの観光列車「THE ROYAL EXPRESS」への改造工事を受けることが発表され、フェスタ実施後、R-5編成は同年9月までこの塗装で運行された後運用を離脱し、翌10月には改造のため東急長津田車両工場へと甲種輸送された。その後、2017年（平成19年）7月21日より運行を開始している。

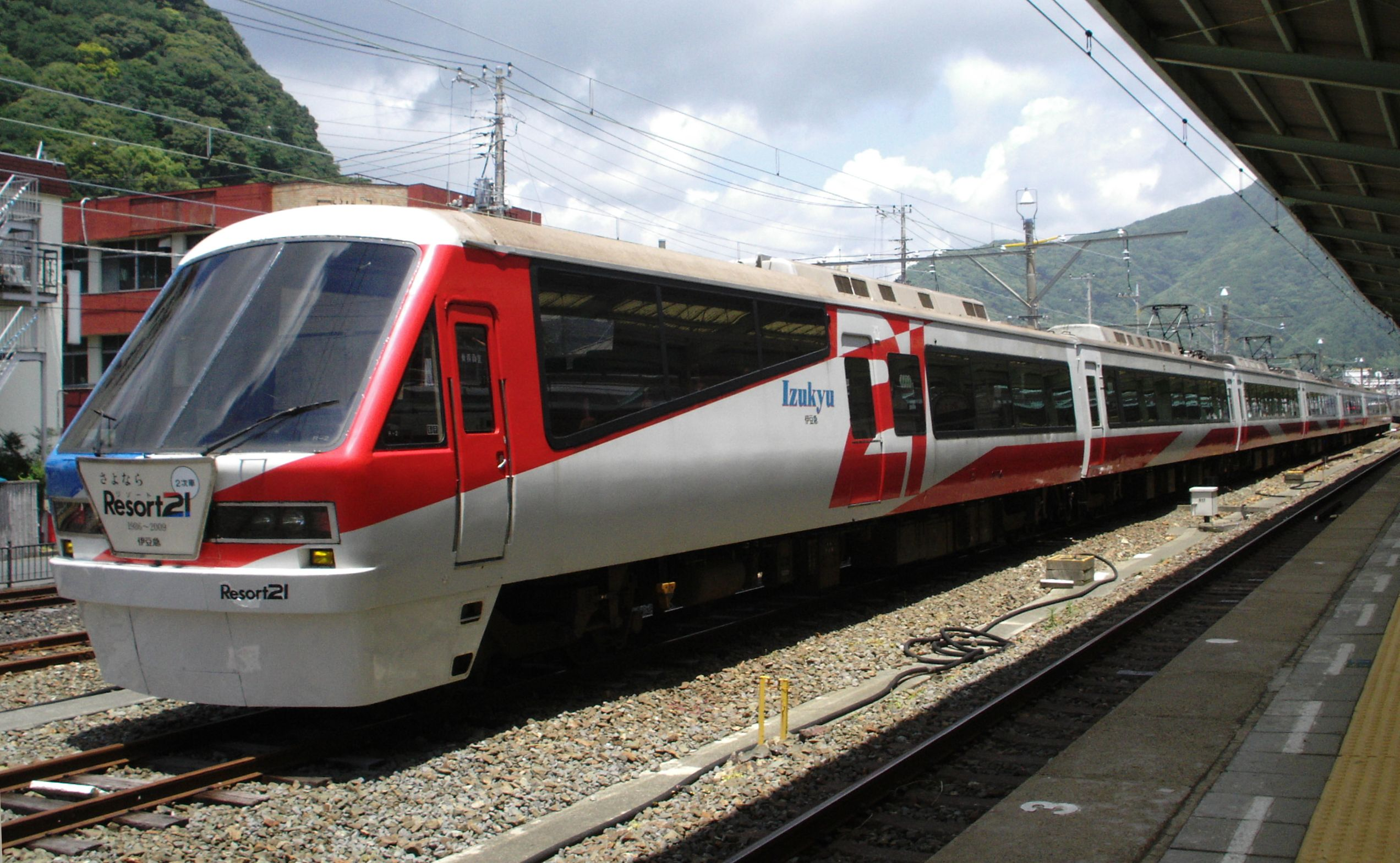
2次車（R-2編成）さよなら運転
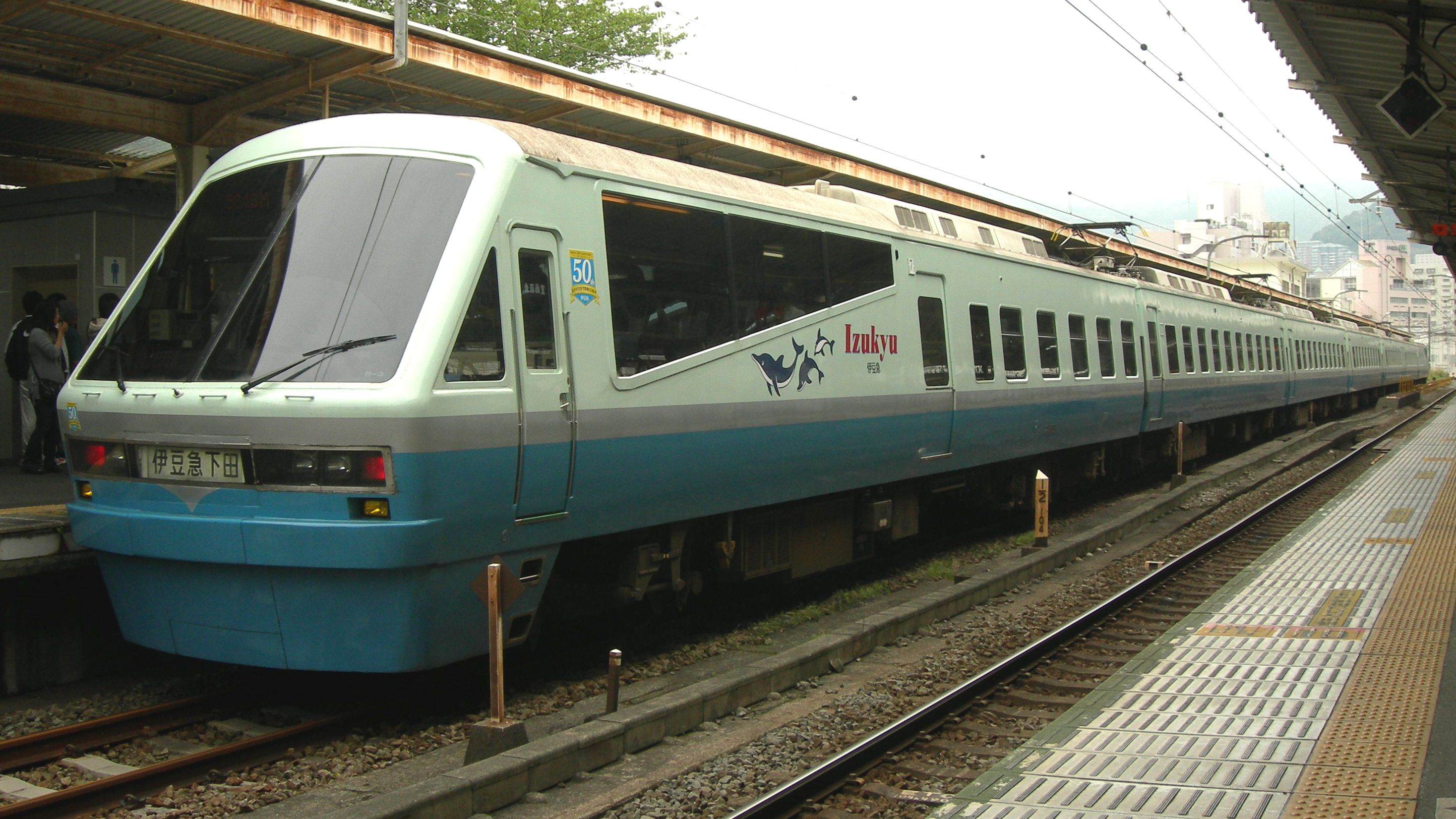
リゾートドルフィン号
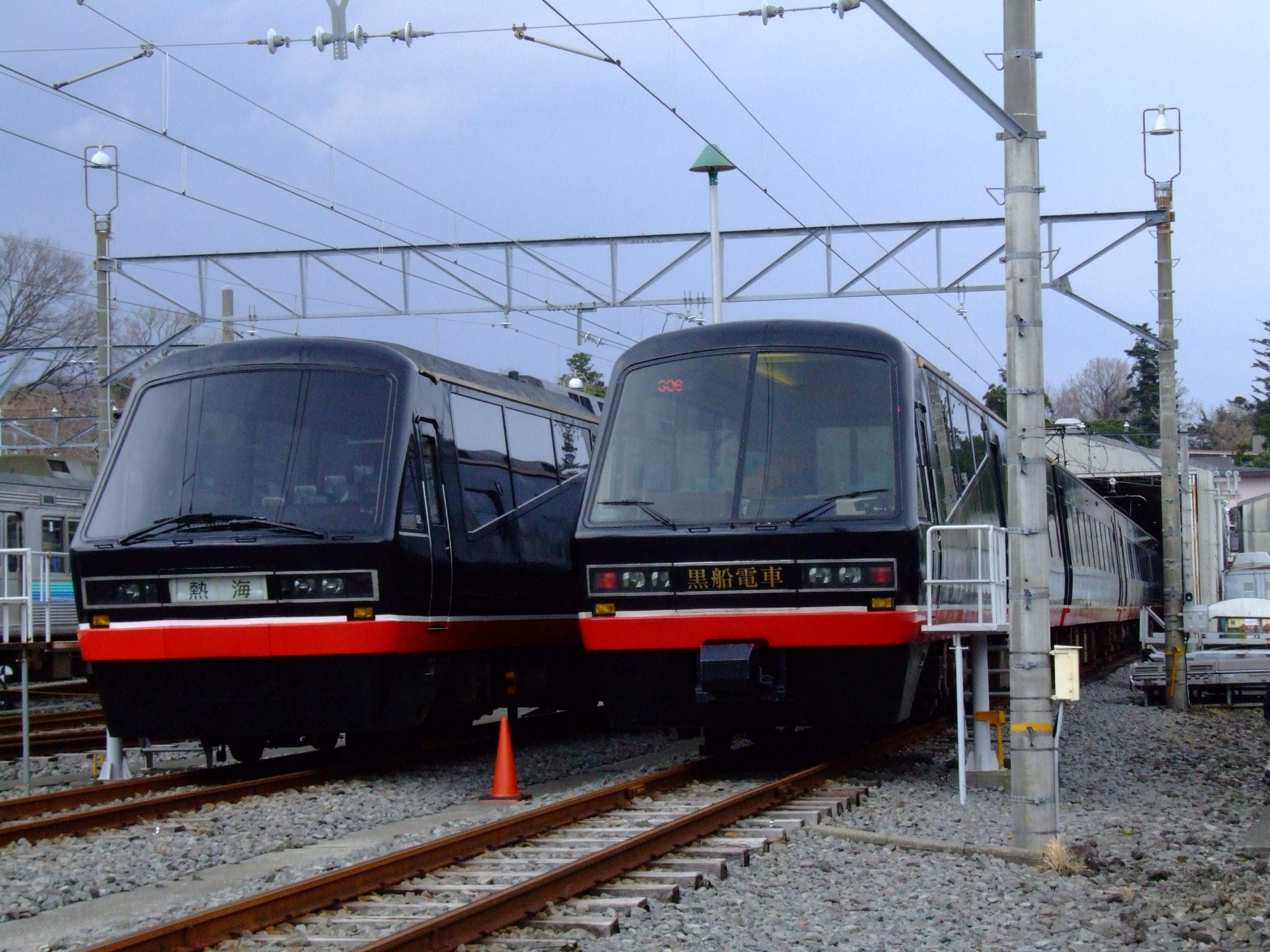
黒船電車（左:R-4編成 右:R-1編成）
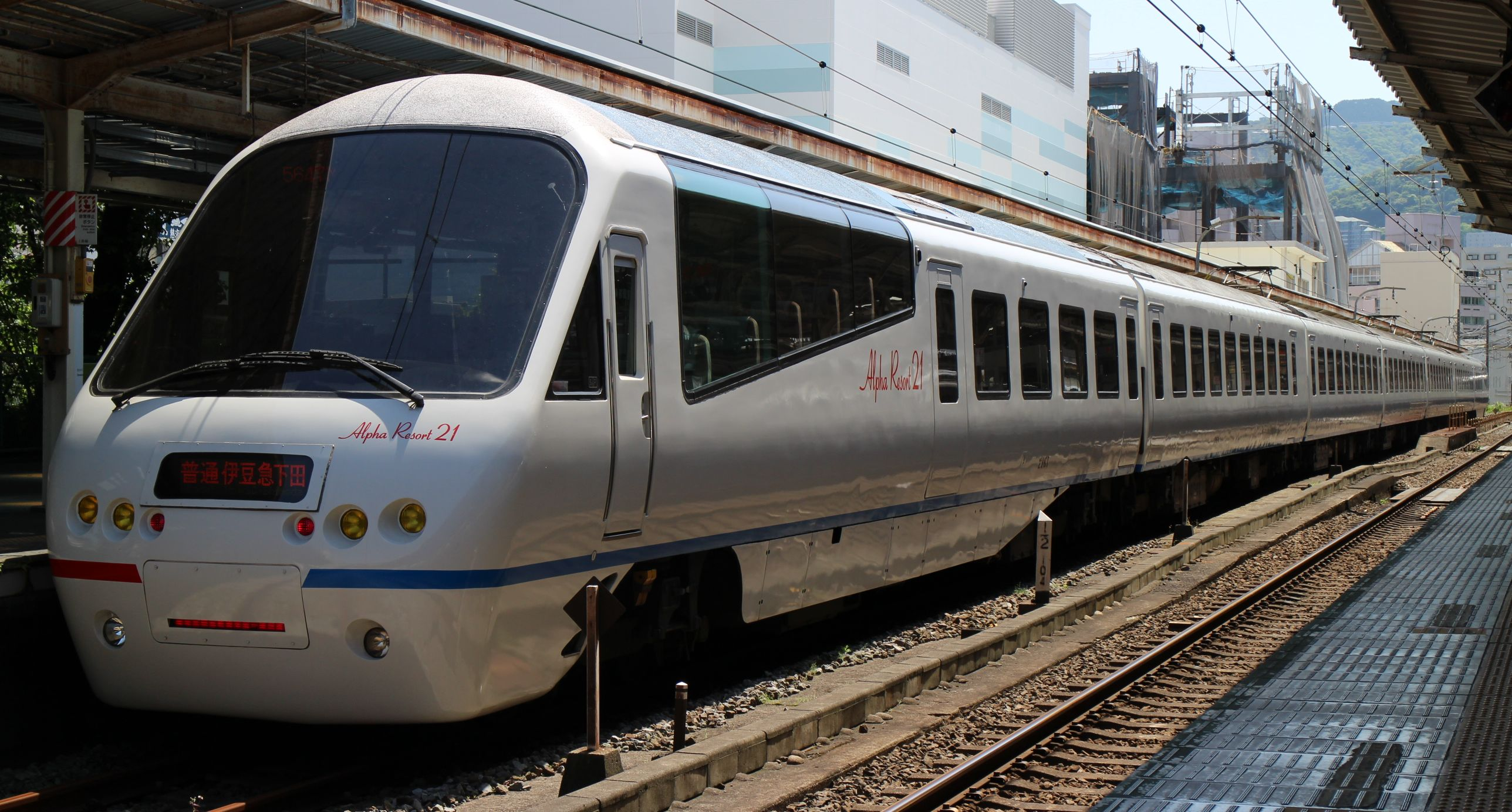
白を基調として現代的にアレンジされた塗装
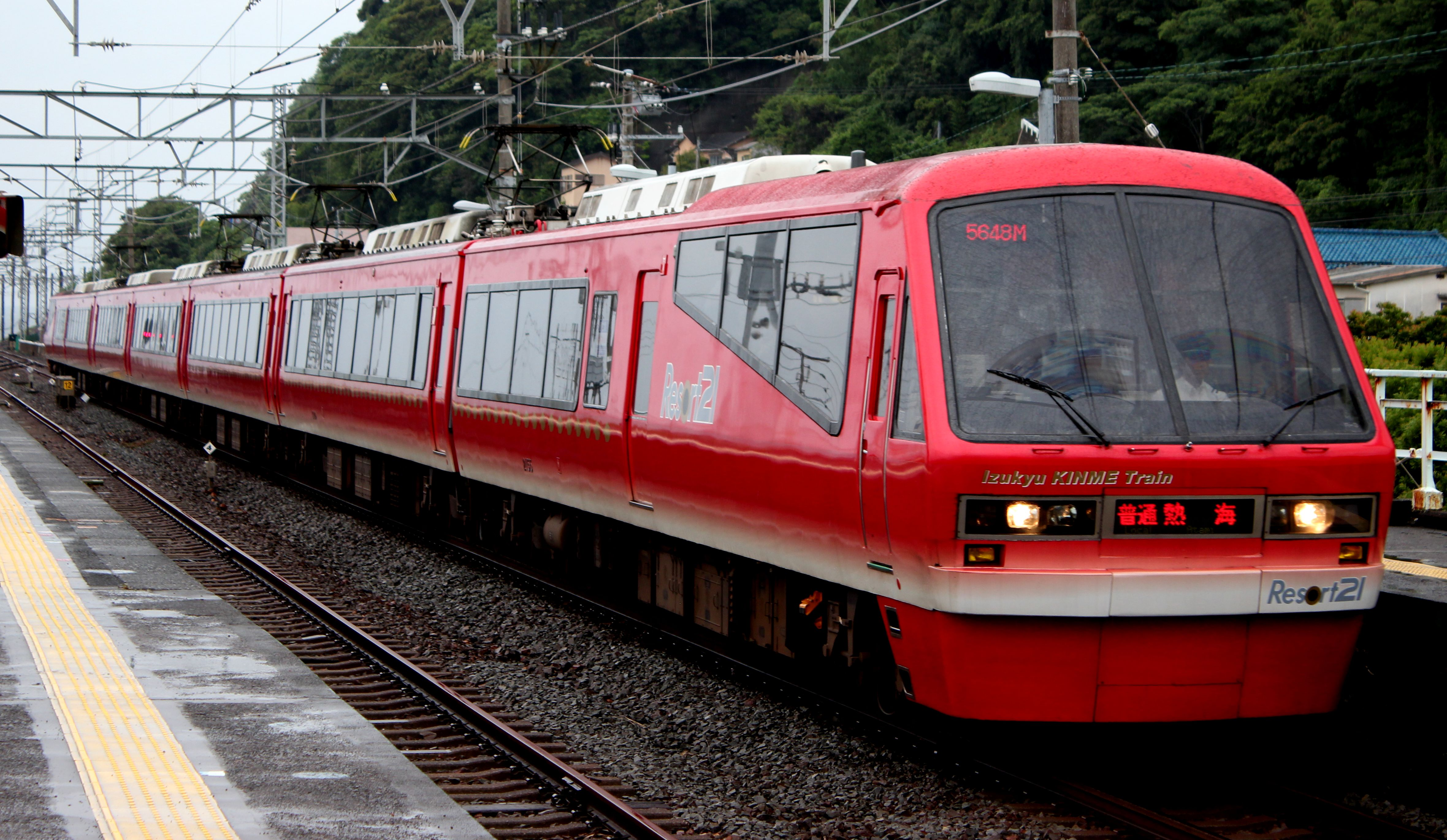
「Izukyu KINME Train」（R-3編成、前面ロゴ入り）
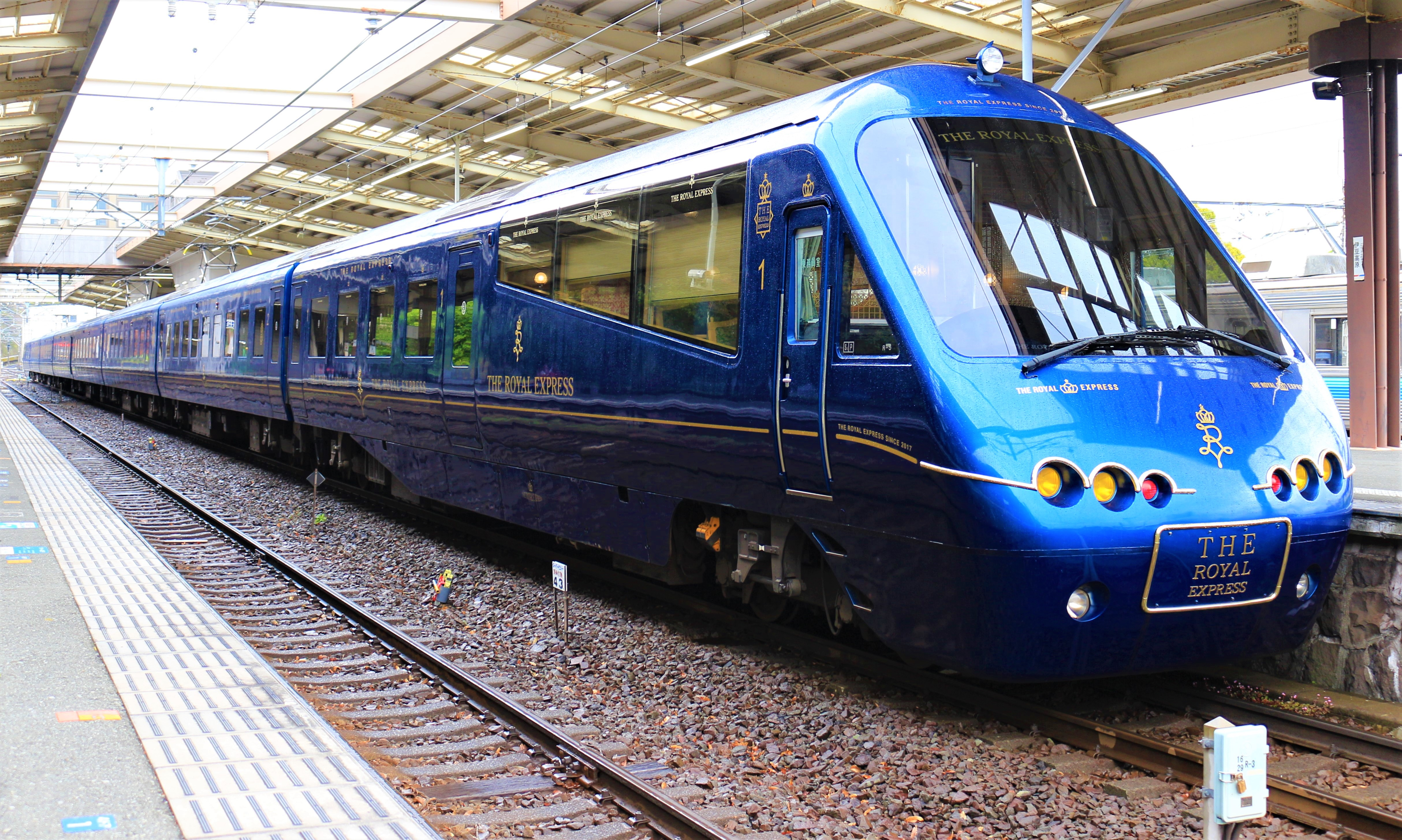
THE ROYAL EXPRESS

## 運用
主に熱海 - 伊東 - 伊豆急下田間の普通列車に使用される。キンメ電車と黒船電車のどちらがどの列車に充当されるかや検査時などの8000系代走が有人駅の改札や公式ホームページに掲載されている。
また、土曜日・休日および繁忙期には東京始発の特急「リゾート踊り子」や2018年までの元日の早朝には「伊豆初日の出号」（品川→伊豆急下田間の片道のみ運転）などにも使用されていた。特急「リゾート踊り子」などに使用される際には全車指定席であり、「ロイヤルボックス」が連結されていた。
「ロイヤルボックス」は普通列車でも連結されていたが、2003年3月31日をもって廃止された。それ以来、普通列車では7両編成で運行されている。なお、普通列車としてJR伊東線内を運行する場合の「ロイヤルボックス」は、グリーン料金と同額の料金を徴収するもののグリーン車扱いではなかった（時刻表にはグリーン車マークはない）。

### 臨時列車
R-2編成は1986年（昭和61年）に落成した際、伊豆急の親会社である東京急行電鉄に搬入され、同年6月18日から22日までの5日間、田園都市線20周年記念イベント列車として、新玉川線（当時）・池上線をのぞく鉄道線各線を走行した。R-3編成もR-2編成同様、1988年の落成後すぐに、東急各線を走行している。R-3編成は、伊豆急行への搬入後間もない同年4月20日に快速「リゾートライナー21」で私鉄車両として初めて東海道本線東京駅まで入線した。
2009年5月16日から17日にかけて、静岡県下田市で開催された「黒船祭」にあわせ、南武線立川 - 伊豆急下田間でR-4編成（ロイヤルボックス非連結の6両編成）により、臨時特急「リゾート踊り子」91・92号が運行された。運行経路は「南武線#優等列車」を参照。南武線には2007年に武蔵溝ノ口駅で車両展示を実施した際に初めて入線し、その後団体専用列車として数度入線しているが、多客臨時列車として南武線を走行したのはこれが最初の事例である。なお、2009年は7月11日・12日と9月26日・27日にも運行された。
また、2010年3月13日には横須賀線武蔵小杉駅開業を記念して新宿 - 伊豆急下田間でR-4編成（7両編成）により、臨時特急「リゾート踊り子」65号が運行され、同時に武蔵小杉駅において出発式が開催された。なお、同編成の新宿駅入線はこれが最初の事例である。

### ラッピング車両

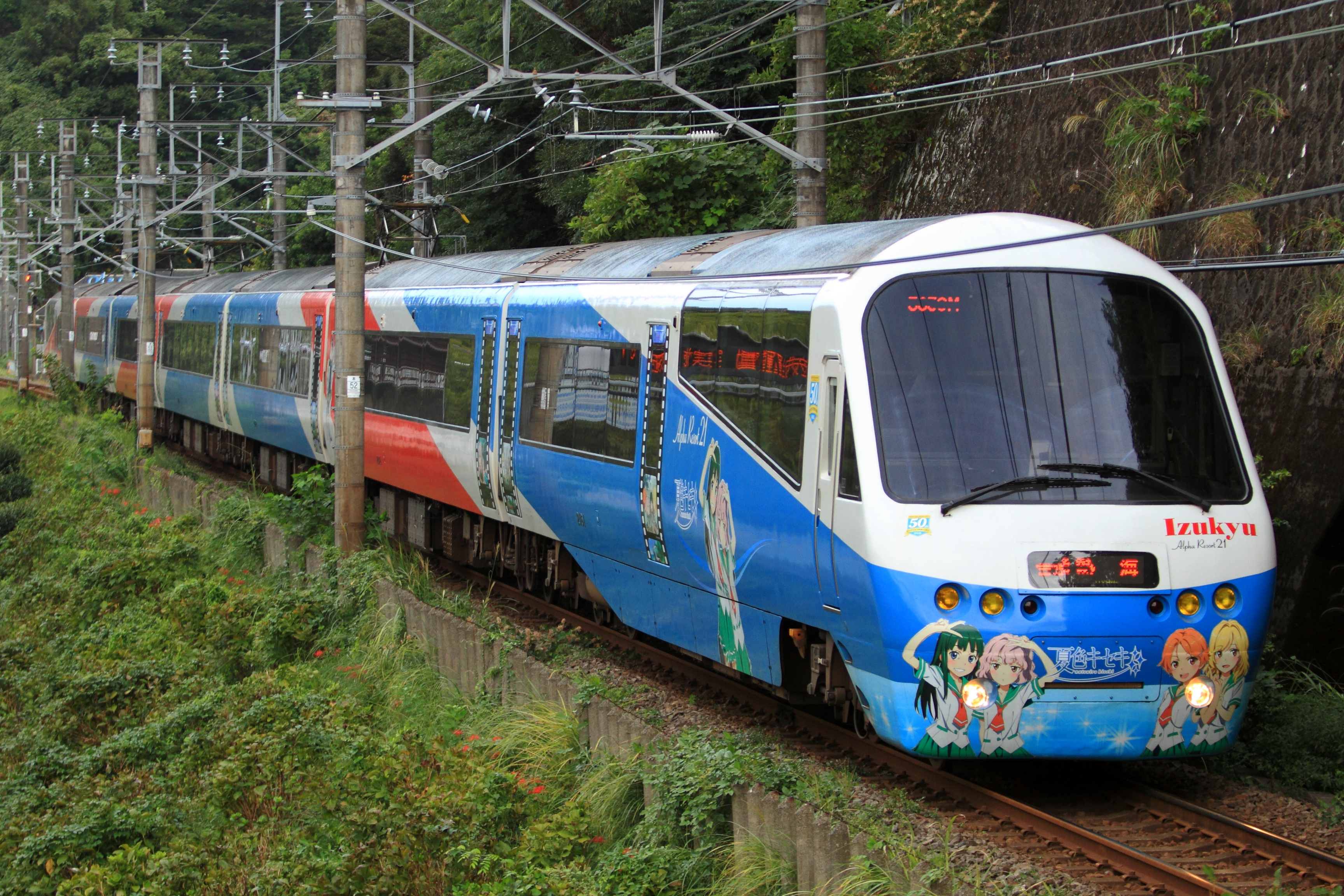
ラッピングされたR-5編成

2012年7月29日に開催された「伊豆急電車まつり2012」にて、下田を舞台にしたテレビアニメ『夏色キセキ』のラッピングを施したアルファ・リゾート21が公開され、翌30日より10月31日まで運行、10月25日から31日にかけてはラストラン企画も行われた。同編成はそれに先んじて6月より同作品のメインキャラクターの声優（ 戸松遥、豊崎愛生、寿美菜子、高垣彩陽）による車内放送を期間限定で実施した。
2014年7月 - 8月の2か月間、R-5編成にテレビアニメ『くつだる。』のラッピングを実施した車両が運行された。

## 廃車
本形式は沿線の潮風による塩害の影響などで車体の腐食が目立ち、また、R-1・R-2編成の一部車両の機器類は100系の廃車発生品を使用していたため、電装品や足回りの老朽化も進んでいたことから、この2編成は8000系への置き換えにより順次廃車・解体された。R-1編成は2006年（平成18年）3月10日をもって定期営業運転を終了し、同月11日・12日・18日・19日に「さよなら運転」と撮影会が実施された（一部中間車はR-2編成と組替を実施）。
2009年（平成21年）5月31日には、R-2編成の「さよなら運転」が実施された。R-1編成のさよなら運転時と同様に伊東駅出発後に乗車証明書が配布された。
また「ロイヤルボックス」は前述の連結中止後に5両中3両が廃車・解体され、現在はR-4編成用としてサロ2182の1両のみが現存している。